# The Fisherman (Eureka)
The Fisherman is een herdenkingsbeeld op Woodley Island in de stad Eureka, Californië. Het standbeeld is een monument ter ere van de vissers van Eureka die op zee zijn omgekomen. Het beeld is een bronzen sculptuur met een hoogte van 10 meter, vervaardigd door Dick Crane in 1981. Het beeld werd gefinancierd door de Commercial Fishermen's Wives of Humboldt met behulp van donaties van de gemeenschap.